# The Economic History Review
The Economic History Review es una revista de historia revisada por pares que publica trimestralmente Wiley-Blackwell en nombre de la Economic History Society. Fue establecido en 1927 por Eileen Power y actualmente está editado por Sara Horrell, Jaime Reis y Patrick Wallis. Sus primeros editores fueron E. Lipson y RH Tawney y otros editores anteriores incluyen MM Postan, HJ Habbakuk, Max Hartwell (1960-1968), Christopher Dyer, Nicholas Crafts, John Hatcher, Richard Smith, Jane Humphries, Steve Hindle y Phillipp Schofield.

## Edición
Los editores principales son John Turner, Giovanni Federico y Tirthankar Roy y el consejo editorial cuenta con otros 21 editores, entre ellos Jane Humphries y Debin Ma de la Universidad de Oxford, Sara Horrell, Max-Stephan Schulze y Patrick Wallis de la London School of Economics. La revista ha publicado 75 volúmenes compuestos normalmente por 4 números anuales.

## Clasificación
Es considerada una de las mejores revistas de historia económica junto con el Journal of Economic History, Explorations in Economic History y la European Review of Economic History.  RePEc ha clasificado a la revista en el puesto 383 entre 2982 revistas de economía.  Su factor de impacto en 2021 fue de 2.487. 